# Szilárd Kun
Szilárd Kun (* 23. März 1935 in Budapest; † 31. August 1987 ebenda) war ein ungarischer Sportschütze.

## Erfolge
Szilárd Kun nahm an fünf Olympischen Spielen teil. Bei den Olympischen Spielen 1952 in Helsinki erzielte er mit der Schnellfeuerpistole auf 25 m 578 Punkte und musste daraufhin ins Stechen mit Gheorghe Lichiardopol. In diesem bezwang er Lichiardopol mit 140:137 und erhielt somit die Silbermedaille. Auch 1956 in Melbourne erzielte er 578 Punkte, was diesmal jedoch nur für den sechsten Platz reichte. Seine dritte Olympiateilnahme 1964 in Tokio belegte er mit 589 Punkten Rang fünf und blieb nur einen Punkt hinter den Medaillenrängen. Die Olympischen Spiele 1968 in Mexiko-Stadt schloss er mit 583 Punkten auf Rang 20 ab, während er seine letzten Spiele 1972 in München mit erneut 583 Punkten auf dem 23. Rang beendete.